# Los Angeles Times

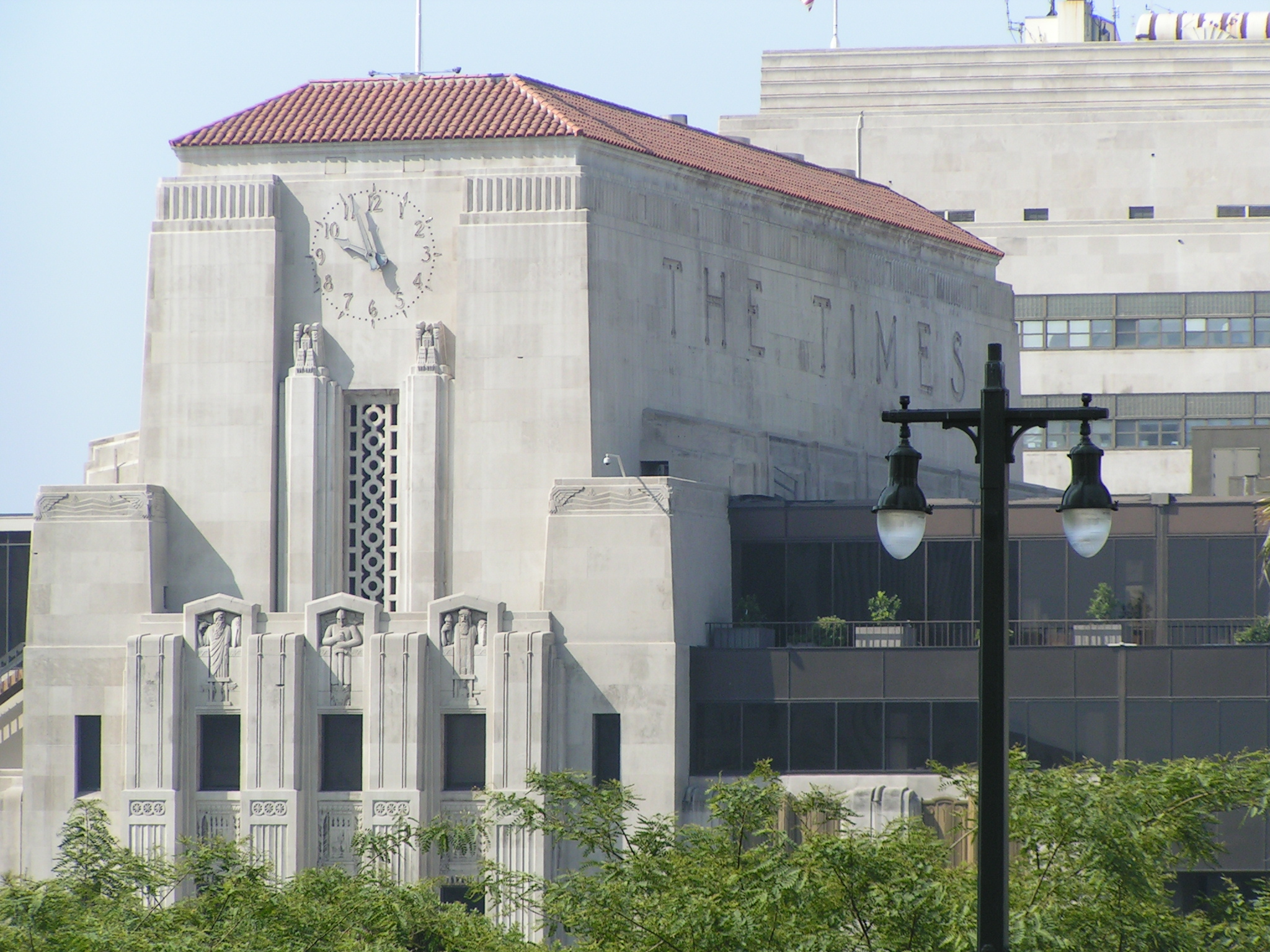
Tòa soạn báo Los Angeles Times

Los Angeles Times (tiếng Anh của Thời báo Los Angeles, viết tắt LA Times) là một nhật báo được xuất bản tại Los Angeles, California và được phân phối ở khắp miền Tây Hoa Kỳ. Có tổng số phát hành là 843.432 độc giả mỗi ngày vào tháng 9 năm 2005, nó là tờ báo thành phố phổ biến thứ hai ở nước Mỹ (sau The New York Times). Theo lần in World Almanac năm 2005, Los Angeles Times là tờ báo phổ biến thứ tư ở nước Mỹ. Trước đây nó cũng làm chủ của đài truyền hình KTTV.
Tờ Times đã đoạt giải Pulitzer 37 lần vào năm 2004, tính bốn lần về biếm họa, một lần về phóng sự trong cuộc Náo loạn Watts năm 1965 và một lần về phóng sự trong cuộc Náo loạn Los Angeles năm 1992. Vào năm 2004, nhật báo này đoạt giải về năm thể loại, nó đứng thứ hai về số thể loại được thắng trong một năm (thứ nhất về thể loại là The New York Times vào năm 2002).
Chủ của nhật báo này là Công ty Tribune, hãng xuất bản nhật báo Chicago Tribune của Chicago, Illinois.